# Ladislav Sertić
Ladislav Sertić (Zagreb, 1922. – Zagreb, lipnja 2004.), hrvatski baletni solist

## Životopis
Rođen je 1922. u Zagrebu, gdje se i počeo baviti baletom. U zagrebačkom HNK angažiran je od 1947. da bi ga već 1956, u doba kada uopće veliki broj domaćih plesača odlazi u inozemstvo, napustio. Zapažen je u nizu solističkih uloga poput Đavla (Lhotka, Đavo u selu), Nuralija (Asafjev, Bahčisarajska fontana), Tibalda (Prokofjev, Romeo i Julija). Preminuo u Zagrebu.